# Solter naevipennis
Solter naevipennis is een insect uit de familie van de mierenleeuwen (Myrmeleontidae), die tot de orde netvleugeligen (Neuroptera) behoort. 
Solter naevipennis is voor het eerst wetenschappelijk beschreven door Navás in 1913.